# A conversation in orange
A conversation in orange er en film instrueret af Lone Lindinger-Löwy og Laila Catharina Clausen.

## Handling
Denne video er lavet til en videoinstallation på Ny Carlsberg Glyptotek 1989. En kontinuerlig strøm af vand løber ned foran to monitorer, videre ned i et fyldt badekar og pumpes derfra igen opad. I videoen opleves, på en humoristisk måde, en vandring i tre faser: RECREATION, CHANGE, DESTRUCTION. En proces som må gennemleves i alle livets relationer. Videoen gentager sig.